# ويدن باتلر
ويدن بتلر الأكبر (بالإنجليزية: Weeden Butler)‏ (1742–1823) كان رجل دين وكاتبًا إنجليزيًا.

## حياته
ولد ويدن باتلر في مدينة مارجيت وهي مدينة ساحلية في بريطانيا في عام 1742. أصبح باتلر يتيما وهو طفل صغير حيث انضم بعد ذلك إلى المحامي بنيامين روسيل في لندن. بعد ذلك، ترك باتلر مهنة المحاماة ليلتحق بالكنيسة حيث عمل كمرافق شخصي لوليام دود من عام 1764 وحتى تم شنق دود في عام 1777، ثم استلم عمل دود كواعظ ديني في كنيسة شارلوت حتى عام 1814.عمل باتلر أيضا كمحاضر في مدارس متعددة عام 1778 مثل مدرسة سانت ايستينيت وسانت مارتن اورجاس وعمل أيضا كمدير للمدرسة الكلاسيكية في تشيلسي. في عام 1814، تقاعد باتلر ثم توجه إلى جايتون ليعمل كوصي لابنه حتى عام 1820. بعد ذلك وبسبب الحالة الصحية السيئة لباتلر توفي في عام 1823. من أهم أعمال باتلر خلال حياته أيضا عمله كقسيس ومتطوع للدوق كنت. 

## أعماله
- دليل شلتنهام، لندن (1718).
- وصف لحياة وكتابات القس جورج ستانهوب، عميد كلية كانتربري (1797).
- مذكرات مارك هيلدسلي، اسقف سودور ومان، لندن، 1799.
- ذكريات ممتعة، أو نزهة عبر المتحف البريطاني.
- قصائد تركت في مخطوطة، ومن ضمنها تراجيديا سركوسان وكوميديا السيد روجر كفرلي.
- مساعدات باتلر لصديقه جيمس نيلد في العمل التحريري وطبعات من أعمال السيد جون جورتين ومحادثات جوزيف ويلكوكس الرومانية.[5]

## أسرته
كان ويدن باتلر والدا لولدين، ويدن باتلر الاصغر وجورج باتلر مدير مدرسة هرو.